# World Grand Champions Cup féminine 1997
Navigation
1993 2001
La 2e édition de la World Grand Champions Cup de volley-ball féminin s'est déroulé au Japon du 14 au 23 novembre 1997.

## Équipes engagées
Champions continentaux :
- Russie
- Cuba
- Brésil
- Chine.

Wild Card :
- Corée du Sud.

Nation Organisatrice :
- Japon.

## Programme
14 - 23 novembre 1997
- Tokyo

## Classement final
| No | Équipe       | Points | Matches | Matches | Sets | Sets   | Sets  | Points | Points | Points |
| No | Équipe       | Points | gagnés  | perdus  | pour | contre | Ratio | pour   | contre | Ratio  |
| -- | ------------ | ------ | ------- | ------- | ---- | ------ | ----- | ------ | ------ | ------ |
| 1. | Russie       | 10     | 5       | 0       | 15   | 3      | 5,000 | 266    | 165    | 1,612  |
| 2. | Cuba         | 9      | 4       | 1       | 13   | 6      | 2,167 | 253    | 213    | 1,188  |
| 3. | Brésil       | 8      | 3       | 2       | 12   | 6      | 2,000 | 235    | 183    | 1,284  |
| 4. | Chine        | 7      | 2       | 3       | 8    | 10     | 0,800 | 191    | 218    | 0,876  |
| 5. | Japon        | 6      | 1       | 4       | 4    | 13     | 0,308 | 191    | 248    | 0,770  |
| 6. | Corée du Sud | 5      | 0       | 5       | 1    | 15     | 0,067 | 130    | 239    | 0,544  |

## Podium final
| Classement         | Pays         |
| ------------------ | ------------ |
| Médaille d'or      | Russie       |
| Médaille d'argent  | Cuba         |
| Médaille de bronze | Brésil       |
| 4e                 | Chine        |
| 5e                 | Japon        |
| 6e                 | Corée du Sud |

| Vainqueur World Grand Champions Cup féminine 1997 Russie Composition de l'équipe Elena Vasilevskaya, Natalia Morozova, Elena Batuhtina Elena Godina, Ievgeniya Artamonova, Olga Tchoukanova Tatiana Gratcheva, Elizaveta Tichtchenko, Anastasia Belikova Natalya Safronova, Anna Artamonova, Irina Tebenikhina. Entraineur: Nikolai Karpol. |

## Distinctions individuelles
- Meilleure joueuse (MVP) :  Ievgeniya Artamonova
- Meilleure marqueuse :  Ievgeniya Artamonova
- Meilleure attaquante :  Regla Bell
- Meilleure serveuse :  Natalia Morozova
- Meilleure contreuse :  Anastasiya Belikova
- Meilleure passeuse :
- Meilleure réceptionneuse:  Hiroko Tsukumo